# ADAC Formula 4
ADAC Formula 4 (njem. ADAC Formel 4) je automobilističko prvenstvo jednosjeda, koje organizira ADAC po pravilima FIA Formule 4. Prva sezona se vozila 2015. nakon što je ADAC Formula 4 zamijenila tadašnje ADAC Formula Masters prvenstvo. Sve momčadi koje sudjeluju u prvenstvu koriste Tatuus F4-T014 bolid izrađen od karbonskih vlakana i Abarthov 1,4 litreni turbo motor. ADAC Formula 4 je i jedan od ADAC-ovih programa razvoja automobilističkih karijera za mlade vozače, koja pod svojim imenom ima puno natjecanja (ADAC Rallye Deutschland, ADAC GT Masters, ADAC TCR Germany, ADAC eSports itd.) koja su već dugo odskočna daska za vozače automobilskih utrka sutrašnjice. U prošlosti su vozači Formule 1 kao što su četverostruki svjetski prvak Sebastian Vettel, prvak Nico Rosberg, Nico Hülkenberg i Ralf Schumacher te zvijezde DTM-a, uključujući Martina Tomczyka, Pascala Wehrleina i Tima Glocka, započeli uspješnu karijeru u raznim ADAC-ovim prvenstvima otvorenih kotača za juniore.

## Staze
| Staza          | Mjesto                 |
| -------------- | ---------------------- |
| Oschersleben   | Oschersleben, Njemačka |
| Red Bull Ring  | Spielberg, Austrija    |
| Hockenheimring | Hockenheim, Njemačka   |
| Zandvoort      | Zandvoort, Nizozemska  |
| Nürburgring    | Nürburg, Njemačka      |
| Sachsenring    | Chemnitz, Njemačka     |

## Sistem bodovanja
| Plasman | 1. | 2. | 3. | 4. | 5. | 6. | 7. | 8. | 9. | 10. |
| Bodovi  | 25 | 18 | 15 | 12 | 10 | 8  | 6  | 4  | 2  | 1   |

## Prvaci

### Vozači
| Sezona | Vozač           | Momčad                | Gume | Šasija         | Motor  |
| ------ | --------------- | --------------------- | ---- | -------------- | ------ |
| 2015.  | Marvin Dienst   | HTP Junior Team       | P    | Tatuus F4-T014 | Abarth |
| 2016.  | Joey Mawson     | Van Amersfoort Racing | P    | Tatuus F4-T014 | Abarth |
| 2017.  | Jüri Vips       | Prema Powerteam       | P    | Tatuus F4-T014 | Abarth |
| 2018.  | Lirim Zendeli   | US Racing - CHRS      | P    | Tatuus F4-T014 | Fiat   |
| 2019.  | Théo Pourchaire | US Racing - CHRS      | P    | Tatuus F4-T014 | Abarth |
| 2020.  | Jonny Edgar     | Van Amersfoort Racing | P    | Tatuus F4-T014 | Abarth |
| 2021.  | Oliver Bearman  | Van Amersfoort Racing | P    | Tatuus F4-T014 | Abarth |

### Momčadi
| Sezona | Momčad                                | Vozači                                | Gume                                  | Šasija                                | Motor                                 |
| ------ | ------------------------------------- | ------------------------------------- | ------------------------------------- | ------------------------------------- | ------------------------------------- |
| 2015.  | Momčadski naslov se nije dodjeljivao. | Momčadski naslov se nije dodjeljivao. | Momčadski naslov se nije dodjeljivao. | Momčadski naslov se nije dodjeljivao. | Momčadski naslov se nije dodjeljivao. |
| 2016.  | Prema Powerteam                       | Mick Schumacher                       | P                                     | Tatuus F4-T014                        | Abarth                                |
| 2016.  | Prema Powerteam                       | Jüri Vips                             | P                                     | Tatuus F4-T014                        | Abarth                                |
| 2016.  | Prema Powerteam                       | Juan Manuel Correa                    | P                                     | Tatuus F4-T014                        | Abarth                                |
| 2017.  | Prema Powerteam                       | Marcus Armstrong                      | P                                     | Tatuus F4-T014                        | Abarth                                |
| 2017.  | Prema Powerteam                       | Jüri Vips                             | P                                     | Tatuus F4-T014                        | Abarth                                |
| 2017.  | Prema Powerteam                       | Juan Manuel Correa                    | P                                     | Tatuus F4-T014                        | Abarth                                |
| 2018.  | US Racing - CHRS                      | David Schumacher                      | P                                     | Tatuus F4-T014                        | Fiat                                  |
| 2018.  | US Racing - CHRS                      | Mick Wishofer                         | P                                     | Tatuus F4-T014                        | Fiat                                  |
| 2018.  | US Racing - CHRS                      | Lirim Zendeli                         | P                                     | Tatuus F4-T014                        | Fiat                                  |
| 2018.  | US Racing - CHRS                      | Tom Beckhäuser                        | P                                     | Tatuus F4-T014                        | Fiat                                  |
| 2019.  | US Racing - CHRS                      | Théo Pourchaire                       | P                                     | Tatuus F4-T014                        | Abarth                                |
| 2019.  | US Racing - CHRS                      | Arthur Leclerc                        | P                                     | Tatuus F4-T014                        | Abarth                                |
| 2019.  | US Racing - CHRS                      | Roman Staněk                          | P                                     | Tatuus F4-T014                        | Abarth                                |
| 2019.  | US Racing - CHRS                      | Alessandro Ghiretti                   | P                                     | Tatuus F4-T014                        | Abarth                                |
| 2020.  | Van Amersfoort Racing                 | Jonny Edgar                           | P                                     | Tatuus F4-T014                        | Abarth                                |
| 2020.  | Van Amersfoort Racing                 | Jak Crawford                          | P                                     | Tatuus F4-T014                        | Abarth                                |
| 2020.  | Van Amersfoort Racing                 | Francesco Pizzi                       | P                                     | Tatuus F4-T014                        | Abarth                                |
| 2021.  | Van Amersfoort Racing                 | Joshua Dufek                          | P                                     | Tatuus F4-T014                        | Abarth                                |
| 2021.  | Van Amersfoort Racing                 | Nikita Bedrin                         | P                                     | Tatuus F4-T014                        | Abarth                                |
| 2021.  | Van Amersfoort Racing                 | Oliver Bearman                        | P                                     | Tatuus F4-T014                        | Abarth                                |

## Vanjske poveznice
- ADAC Formel 4  Arhivirana inačica izvorne stranice od 20. listopada 2020. (Wayback Machine)